# 2303 Retsina
2303 Retsina este un asteroid din centura principală, descoperit pe 24 martie 1979 de Paul Wild.